# Lofn
Lofn (von altnordisch lof „Erlaubnis, die Milde“) ist in der nordischen Mythologie eine Asengöttin.
Snorri Sturluson nennt sie in seiner Prosa-Edda in der Gylfaginning in Kapitel 34. Neben Snorri erscheint die Göttin noch in den Þulur, die Snorri bekannt waren und von ihm zu einer eigenen mythischen Erzählung verarbeitet wurden. Snorri greift auf die Etymologie (lof „Erlaubnis“) zurück, angeregt durch die Umschreibungen der Kenningar: Lofn hatte aufgrund ihres Wesens von Odin und Frigg die Erlaubnis bekommen, Liebende miteinander zu verbinden und zu vermählen, denen dies zuvor verboten war. 